# Chráněný přírodní výtvor

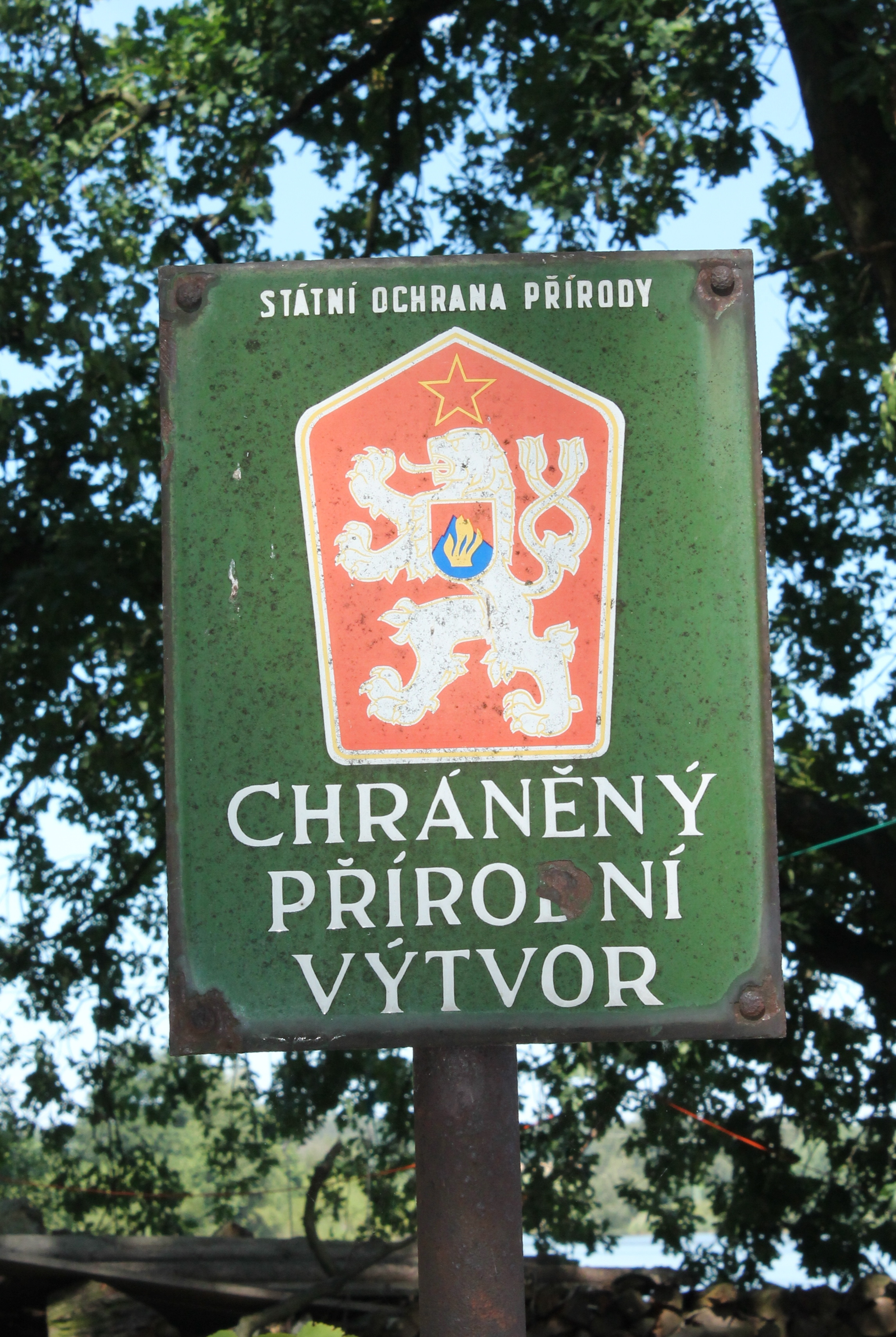
Tabulka označující chráněný přírodní výtvor

Chráněný přírodní výtvor bylo označení určené pro jednotlivě vybrané významné stromy, stromořadí, prameny nebo skály, tedy nikoli plošně chráněná území, používané v Československu v letech 1956 až 1992. 

## Historie
V letech 1955–1956 byly v Československu vydány zákony o státní ochraně přírody. Pro české země to byl zákon č. 40/1956 Sb., pro Slovensko obdobný č. 1/1955 Zb. SNR, o štátnej ochrane prírody. Oba tyto, téměř stejné zákony, určily nové názvy a pojetí chráněných území v Československu. Vznikly tak tyto kategorie:
- Národní parky (NP)
- Chráněné krajinné oblasti (CHKO)
- Státní přírodní rezervace (SPR)
- Chráněná naleziště (CHN)
- Chráněné parky a zahrady (CHPZ)
- Chráněné studijní plochy (CHSP)
- Chráněný přírodní výtvor (CHPV)
- Chráněná přírodní památka (CHPP)

V nově přijatém zákonu o ochraně přírody a krajiny v roce 1992 (zákon ČNR č. 114/1992 Sb.) kategorie chráněný přírodní výtvor již definována není. Nahradilo ji označení jiné podoby, např. Památný strom, případně došlo k překategorizování na chráněnou přírodní památku.
Kategorie chráněný přírodní výtvor byla určena původně pro významné stromy, stromořadí, prameny, skály vyskytující se mimo maloplošně chráněná území ve městech, či obcích.  Postupem času se však toto označení začalo používat i pro plošná území lokální hodnoty.
CHPV nepatřil mezi chráněná maloplošná území. Vyhlašování tohoto typu ochrany proto neprovádělo ministerstvo životního prostředí, ale okresní úřady. Podle původního znění zákona vyhlašovaly ochranu rady krajských národních výborů s výjimkou krasových jevů, o kterých rozhodovalo ministerstvo školství a kultury. Evidenci vedly úřady, které rozhodovaly. O náhradě újmy, kterou ochrana způsobila soukromým vlastníkům, rozhodovaly rady okresních národních výborů (§ 6, 8 a 12 zákona č. 40/1956 Sb.).